# Iris persa
Iris persa es una especie de mantis de la familia Tarachodidae.

## Distribución geográfica
Se encuentra en  Irán.